# Xiuladora ventre-rogenca
La xiuladora ventre-rogenca (Pachycephala rufiventris) és un ocell de la família dels paquicefàlids (Pachycephalidae).

## Hàbitat i distribució
Habita boscos i manglars de les terres baixes d'Austràlia i Nova Caledònia.